# Tyron Woodley
Tyron Lakent Woodley (ur. 17 kwietnia 1982 w Ferguson) – amerykański zapaśnik oraz zawodnik mieszanych sztuk walki (MMA). W latach 2016–2019 mistrz organizacji UFC w wadze półśredniej.

## Wczesne życie
Urodził się i wychował w Ferguson w stanie Missouri. Był jedenastym z trzynaściorga dzieci, wychowywany przez matkę po tym, jak jego ojciec opuścił rodzinę w jego dzieciństwie. W liceum był sportowcem rywalizującym w futbolu amerykańskim i amatorskich zapasach. Wygrał wtedy Mistrzostwa stanu Missouri 4A mężczyzn w 2000 roku w kategorii wagowej do 72,5 kg.
Po ukończeniu McCluer High School w 2000 roku uczęszczał na Uniwersytet Missouri i dołączył do ich programu zapaśniczego. Tam został dwukrotnym zdobywcą tytułu All-American; raz w 2003 r. i ponownie w 2005 r. Ukończył studia na uniwersytecie w 2005 roku na kierunku Ekonomia Rolnictwa.

## Kariera MMA

### Strikeforce i początki w UFC
W MMA zadebiutował 7 lutego 2009 pokonując Steve'a Schnidera. W latach 2009–2012 był związany ze Strikeforce, notując tam bilans 8 zwycięstw (m.in. nad Tareciem Saffiedinem czy Paulem Daleyem) i tylko jednej porażki z Nathanem Marquardtem (w starciu o pas wagi półśredniej). Na początku 2013, związał się z Ultimate Fighting Championship. W debiucie dla UFC, 2 lutego 2013 znokautował byłego mistrza IFL Jaya Hierona. W kolejnych latach notował zwycięstwa nad Joshem Koscheckiem czy byłym mistrzem WEC Carlosem Conditem oraz porażki z topowymi zawodnikami dywizji półśredniej Jakem Shieldsem i Rorym MacDonaldem.

### Mistrz wagi półśredniej i dalsze walki w UFC
Po pokonaniu na punkty zwycięzcy TUF'a Kelvina Gasteluma w styczniu 2015 otrzymał szansę walki o mistrzostwo UFC wagi półśredniej z Robbiem Lawlerem. Do walki doszło 30 lipca 2016 na UFC 201. Woodley znokautował obrońcę tytułu już w 2 minucie pojedynku i został nowym mistrzem. 
12 listopada 2016 na UFC 205, zachował tytuł mistrzowski, remisując (47-47, 47-47, 48-47) z Stephenem Thompsonem, natomiast w rewanżu 4 marca 2017 pokonał Thompsona większościową decyzją sędziów (48-47, 48-47, 47-47). 29 lipca 2017 podczas UFC 214 jednogłośnie na punkty pokonał Brazylijczyka Demiana Maię.
8 września 2018 w Dallas obronił po raz czwarty tytuł UFC, pokonując przez poddanie Darrena Tilla w drugiej rundzie.
W piątej obronie swojego tytułu zmierzył się z Kamaru Usmanem 2 marca 2019 roku, w Co-Main Evencie gali UFC 235. Przegrał przez jednogłośną decyzję, kończąc swoje prawie trzyletnie panowanie jako mistrz wagi półśredniej.
Do rewanżowego starcia z Robbiem Lawlerem miało dojść 29 czerwca 2019 roku na UFC on ESPN 3, jednak 16 maja 2019 roku poinformowano, że Woodley doznał kontuzji ręki i został usunięty z walki.
W kolejnej walce miał zmierzyć się z Leonem Edwardsem 21 marca 2020 roku na gali UFC Fight Night: Woodley vs. Edwards, jednak ograniczenia związane z COVID-19 zmusiły jego rywala do wycofania się. Gala miała zostać przeniesiona z Londynu do Stanów Zjednoczonych. Później wydarzenie zostało przesunięte na czas nieokreślony.
Później skrzyżował rękawice z Gilbertem Burnsem 30 maja 2020 roku i ponownie został zdominowany przez większość walki. Przegrał przez jednogłośną decyzję.
Na UFC on ESPN+ 36 walczył przeciwko Colby'emu Covingtonowi 19 września 2020. Przegrał przez techniczny nokaut w piątej rundzie, po tym jak poddał się z powodu kontuzji żeber.
27 marca 2021 roku na UFC 260 zmierzył się z Vicente Luque. Został poddany duszeniem brabo w pierwszej rundzie. Pojedynek nagrodzono bonusem za walkę wieczoru.

## Kariera bokserska
Przed główną walką Jake'a Paula z Benem Askrenem na gali bokserskiej, był zaangażowany w zamieszki za kulisami z Jake'm Paulem i J'Leonem Love, gdzie został wyśmiany z powodu jego braku doświadczenia w boksie. Po tym, jak Paul znokautował Askrena, Woodley wyzwał Paula do walki. 31 maja 2021 r. pojawiła się wiadomość, że zadebiutuje w profesjonalnym walce bokserskiej przeciwko niemu 29 sierpnia 2021 r. Ostatecznie przegrał przez niejednogłośną decyzję. Jeden sędzia punktował 77-75 dla Woodleya, podczas gdy pozostali dwaj sędziowie 77-75 i 78-74 na korzyść rywala.
6 grudnia 2021 r. wskoczył na miejsce kontuzjowanego Tommy'ego Fury w walce z Jake'm Paulem. 18 grudnia były mistrz kategorii półśredniej UFC w pojedynku rewanżowym ponownie przegrał pojedynek. Został znokautowany w szóstej rundzie pojedynku.

## Życie prywatne i kariera aktorska
Ma czworo dzieci. Powiedział, że jego celem jest otwarcie pewnego dnia placówki non-profit dla trudnej młodzieży. Kiedy jego rodzinne miasto Ferguson zaangażowało się w niepokoje społeczne po zastrzeleniu Michaela Browna, publicznie potępił zamieszki i grabieże, które miały miejsce.
Zajmował się aktorstwem w wolnym czasie i grał role zarówno w Straight Outta Compton, Kickboxer: Vengeance, jak i Sultan. Pojawia się także w kilku scenach walki w Escape Plan 2: Hades. Dodatkowo prowadzi podcast zatytułowany „Morning Wood with Deez Nutz” oraz cotygodniowy internetowy program w TMZ zatytułowany „The Hollywood Beatdown”. Wystąpił również w 5 sezonie amerykańskiego serialu „Cobra Kai” jako sensei Odell.

## Osiągnięcia

### Mieszane sztuki walki:
- 2016-2019: mistrz UFC w wadze półśredniej

### Zapasy:[28]
- National Collegiate Athletic Association
  - 2003, 2005: NCAA Division I All-American
  - 2003: Big 12 Conference - 1. miejsce
  - 2005: Big 12 Conference - 2. miejsce
  - 2003, 2004, 2005: Kapitan drużyny University of Missouri

- National High School Coaches Association
  - 2000: NHSCA Senior All-American

- Missouri State High School Activities Association
  - 1999, 2000: MSHSAA All-State
  - 1999: MSHSAA High School State Championship - 2. miejsce
  - 2000: MSHSAA High School State Championship - 1. miejsce

- Real Pro Wrestling
  - 2006: regionalny mistrz Real Pro Wrestling

## Lista zawodowych walk w MMA
| Wynik     | Bilans | Przeciwnik                | Rozstrzygnięcie                             | Runda | Czas | Rozgrywki                                       | Data       | Miejsce         | Uwagi                                                                                     |
| --------- | ------ | ------------------------- | ------------------------------------------- | ----- | ---- | ----------------------------------------------- | ---------- | --------------- | ----------------------------------------------------------------------------------------- |
| Przegrana | 19-7-1 | Vicente Luque (19-7-1)    | Poddanie (duszenie brabo)                   | 1     | 3:56 | UFC 260                                         | 27.03.2021 | Las Vegas       | Bonus za walkę wieczoru. Co-Main Event                                                    |
| Przegrana | 19-6-1 | Colby Covington (15-2)    | TKO (kontuzja żeber)                        | 5     | 1:19 | UFC Fight Night: Covington vs. Woodley          | 19.09.2020 | Las Vegas       | Main Event                                                                                |
| Przegrana | 19-5-1 | Gilbert Burns (18-3)      | Decyzja (jednogłośna)                       | 5     | 5:00 | UFC on ESPN: Woodley vs. Burns                  | 30.05.2020 | Las Vegas       | Main Event                                                                                |
| Przegrana | 19-4-1 | Kamaru Usman (14-1)       | Decyzja (jednogłośna)                       | 5     | 5:00 | UFC 235                                         | 02.03.2019 | Las Vegas       | Stracił pas mistrzowski UFC w wadze półśredniej. Co-Main Event                            |
| Wygrana   | 19-3-1 | Darren Till (17-0-1)      | Poddanie (duszenie brabo)                   | 2     | 4:19 | UFC 228                                         | 08.09.2018 | Dallas          | Obronił pas mistrzowski UFC w wadze półśredniej. Bonus za występ wieczoru. Main Event     |
| Wygrana   | 18-3-1 | Demian Maia (25-6)        | Decyzja (jednogłośna)                       | 5     | 5:00 | UFC 214                                         | 29.07.2017 | Anaheim         | Obronił pas mistrzowski UFC w wadze półśredniej. Co-Main Event                            |
| Wygrana   | 17-3-1 | Stephen Thompson (13-1-1) | Decyzja (większościowa)                     | 5     | 5:00 | UFC 209                                         | 04.03.2017 | Las Vegas       | Obronił pas mistrzowski UFC w wadze półśredniej. Main Event                               |
| Remis     | 16-3-1 | Stephen Thompson (13-1)   | Remis (większościowy)                       | 5     | 5:00 | UFC 205                                         | 12.11.2016 | Nowy Jork       | Zatrzymał pas mistrzowski UFC w wadze półśredniej. Bonus za walkę wieczoru. Co-Main Event |
| Wygrana   | 16-3   | Robbie Lawler (27-10)     | KO (ciosy)                                  | 1     | 2:12 | UFC 201                                         | 30.07.2016 | Atlanta         | Zdobył pas mistrzowski UFC w wadze półśredniej. Bonus za występ wieczoru. Main Event      |
| Wygrana   | 15-3   | Kelvin Gastelum (11-0)    | Decyzja (niejednogłośna)                    | 3     | 5:00 | UFC 183                                         | 31.01.2015 | Las Vegas       | Limit umowny do 81,6 kg. Gastelum nie wykonał wagi. Co-Main Event                         |
| Wygrana   | 14-3   | Dong Hyun Kim (19-2-1)    | TKO (ciosy)                                 | 1     | 1:01 | UFC Fight Night: Bisping vs. Le                 | 23.08.2014 | Makau           | Bonus za występ wieczoru. Co-Main Event                                                   |
| Przegrana | 13-3   | Rory MacDonald (16-2)     | Decyzja (jednogłośna)                       | 3     | 5:00 | UFC 174                                         | 14.06.2014 | Vancouver       | Co-Main Event                                                                             |
| Wygrana   | 13-2   | Carlos Condit (29-7)      | TKO (kopnięcie)                             | 2     | 2:00 | UFC 171                                         | 15.03.2014 | Dallas          | Co-Main Event                                                                             |
| Wygrana   | 12-2   | Josh Koscheck (17-7)      | KO (ciosy)                                  | 1     | 4:38 | UFC 167                                         | 16.11.2013 | Las Vegas       | Bonus za nokaut wieczoru.                                                                 |
| Przegrana | 11-2   | Jake Shields (27-6-1)     | Decyzja (niejednogłośna)                    | 3     | 5:00 | UFC 161                                         | 15.06.2013 | Winnipeg        |                                                                                           |
| Wygrana   | 11-1   | Jay Hieron (23-6)         | KO (ciosy)                                  | 1     | 0:36 | UFC 156                                         | 02.02.2013 | Las Vegas       | Debiut w UFC                                                                              |
| Przegrana | 10-1   | Nate Marquardt (31-10-2)  | KO (łokcie i ciosy)                         | 4     | 1:39 | Strikeforce: Rockhold vs. Kennedy               | 14.07.2012 | Portland        | Pojedynek o wakujący pas mistrzowski Strikeforce w wadze półśredniej. Co-Main Event       |
| Wygrana   | 10-0   | Jordan Mein (24-7)        | Decyzja (niejednogłośna)                    | 3     | 5:00 | Strikeforce: Rockhold vs. Jardine               | 07.01.2012 | Las Vegas       |                                                                                           |
| Wygrana   | 9-0    | Paul Daley (27-10-2)      | Decyzja (jednogłośna)                       | 3     | 5:00 | Strikeforce: Fedor vs. Henderson                | 30.07.2011 | Hoffman Estates |                                                                                           |
| Wygrana   | 8-0    | Tarec Saffiedine (10-2)   | Decyzja (jednogłośna)                       | 3     | 5:00 | Strikeforce Challengers: Woodley vs. Saffiedine | 07.01.2011 | Nashville       | Main Event                                                                                |
| Wygrana   | 7-0    | André Galvão (5-1)        | TKO (ciosy)                                 | 1     | 1:48 | Strikeforce: Diaz vs. Noons II                  | 09.10.2010 | San Jose        |                                                                                           |
| Wygrana   | 6-0    | Nathan Coy (8-2)          | Decyzja (niejednogłośna)                    | 3     | 5:00 | Strikeforce Challengers: Lindland vs. Casey     | 21.05.2010 | Portland        | Co-Main Event                                                                             |
| Wygrana   | 5-0    | Rudy Bears (10-3)         | Poddanie (duszenie trójkątne rękoma)        | 1     | 2:52 | Strikeforce Challengers: Woodley vs. Bears      | 20.11.2009 | Kansas City     | Main Event                                                                                |
| Wygrana   | 4-0    | Zach Light (6-8)          | Poddanie (dźwignia prosta na staw łokciowy) | 2     | 3:38 | Strikeforce Challengers: Kennedy vs. Cummings   | 25.09.2009 | Bixby           |                                                                                           |
| Wygrana   | 3-0    | Salvador Woods (2-5)      | Poddanie (duszenie brabo)                   | 1     | 4:20 | Strikeforce: Lawler vs. Shields                 | 06.06.2009 | Saint Louis     | Debiut w Strikeforce.                                                                     |
| Wygrana   | 2-0    | Jeff Carstens (6-17)      | Poddanie (duszenie zza pleców)              | 1     | 0:48 | Respect Is Earned: Brotherly Love Brawl         | 30.04.2009 | Oaks            |                                                                                           |
| Wygrana   | 1-0    | Steve Schnider (11-16-1)  | TKO (poddanie po ciosach)                   | 1     | 1:09 | Headhunter Productions: The Patriot Act 1       | 07.02.2009 | Columbia        |                                                                                           |

## Lista walk w boksie
| Wynik     | Rekord | Przeciwnik            | Rozstrzygnięcie | Runda | Czas | Data       | Miejsce             | Uwagi      |
| --------- | ------ | --------------------- | --------------- | ----- | ---- | ---------- | ------------------- | ---------- |
| Przegrana | 0-2    | Jake Paul (4-0, 3 KO  | KO              | 6/8   | 2:12 | 18.12.2021 | Tampa, Amalie Arena | Main Event |
| Przegrana | 0-1    | Jake Paul (3-0, 3 KO) | SD              | 8/8   | 3:00 | 28.08.2021 | Cleveland,          | Main Event |

Legenda: TKO – techniczny nokaut, KO – nokaut, UD – jednogłośna decyzja, SD- niejednogłośna decyzja, MD – decyzja większości, PTS – walka zakończona na punkty, RTD – techniczna decyzja sędziów, DQ –dyskwalifikacja